# Пауллиния
Паулли́ния (лат. Paullinia) — род растений семейства сапиндовых (Sapindaceae). Включает более 160 видов кустарников, лиан и небольших деревьев, произрастающих в Центральной Америке, Вест-Индии и в тропических районах Южной Америки.
Назван в честь немецкого медика и ботаника Кристиана Франца Пауллини, жившего на рубеже XVII—XVIII веков.

## Виды
По информации базы данных The Plant List, род включает 167 видов. Некоторые из них:
- Paullinia acuminata Uittien
- Paullinia alata (Ruiz & Pav.) G.Don
- Paullinia barbadensis Jacq.
- Paullinia cupana Kunth — Гуарана
- Paullinia cururu L.
- Paullinia elegans
- Paullinia eriocarpa Triana & Planch.
- Paullinia fuscescens Kunth
- Paullinia leiocarpa Griseb.
- Paullinia macrophylla
- Paullinia navicularis
- Paullinia pinnata L.
- Paullinia plumieri
- Paullinia thalictrifolia Juss.
- Paullinia tricornis Radlk.
- Paullinia trigonia Vell.
- Paullinia turbacensis Kunth
- Paullinia weinmannifolia
- Paullinia yoco R.E.Schult. & Killip